# Monestier (Ardèche)
Pour les articles homonymes, voir Monestier.
Le Monestier (appelé aussi Monestier tout court) est une commune française, située dans le Nord du département de l'Ardèche en région Auvergne-Rhône-Alpes, à 15 km au sud-ouest de la ville d'Annonay.
La commune occupe une surface de 7,41 km2. Sa situation de moyenne montagne, entre 617 m et 1 387 m, explique en partie son nombre restreint d'habitants. L'agglomération principale est située en position dégagée et panoramique, au-dessus de la vallée de la Cance. On y trouve un ancien château et une église de style roman.

## Géographie

### Situation et description

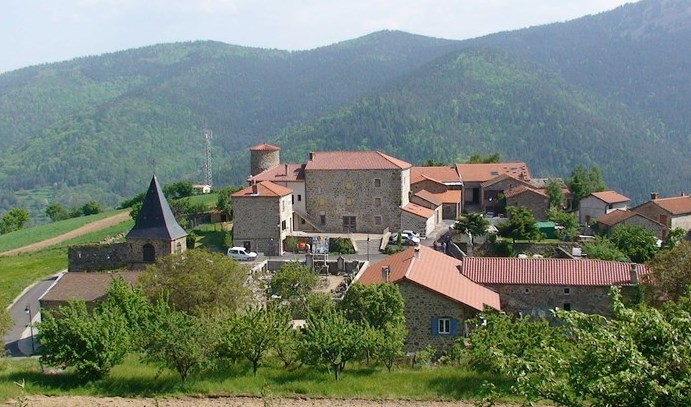
Un village de taille modeste.

Le village, sur un replat à 817 mètres d'altitude, se situe au sommet d'une pente. Il domine à l'est et au sud la vallée de la Cance, mais se trouve en contrebas de ses territoires les plus forestiers au nord-ouest (La Chatelle). Après le village, la route principale s'en va à travers les forêts jusqu'au hameau de Bégué, à l'autre extrémité de la commune, et rejoint la source du Cansonnet, tandis que les limites communales montent de part et d'autre jusqu'aux 1238 mètres du col de la Charousse et les 1387 mètres du sommet du Grand Felletin. Malgré tout, l'éloignement du village par rapport à Annonay reste modeste : les 15 km se parcourent en 20 minutes.

### Climat
Pour des articles plus généraux, voir Climat d'Auvergne-Rhône-Alpes et Climat de l'Ardèche.
En 2010, le climat de la commune est de type climat océanique altéré, selon une étude du CNRS s'appuyant sur une série de données couvrant la période 1971-2000. En 2020, Météo-France publie une typologie des climats de la France métropolitaine dans laquelle la commune est exposée à un climat de montagne ou de marges de montagne et est dans la région climatique Sud-est du Massif Central, caractérisée par une pluviométrie annuelle de 1 000 à 1 500 mm, minimale en été, maximale en automne.
Pour la période 1971-2000, la température annuelle moyenne est de 9,6 °C, avec une amplitude thermique annuelle de 16,9 °C. Le cumul annuel moyen de précipitations est de 1 005 mm, avec 9,8 jours de précipitations en janvier et 6,6 jours en juillet. Pour la période 1991-2020, la température moyenne annuelle observée sur la station météorologique de Météo-France la plus proche, sur la commune de Lalouvesc à 9 km à vol d'oiseau, est de 8,3 °C et le cumul annuel moyen de précipitations est de 1 064,8 mm,. Pour l'avenir, les paramètres climatiques de la commune estimés pour 2050 selon différents scénarios d'émission de gaz à effet de serre sont consultables sur un site dédié publié par Météo-France en novembre 2022.

## Urbanisme

### Typologie
Au 1er janvier 2024, Monestier est catégorisée commune rurale à habitat très dispersé, selon la nouvelle grille communale de densité à 7 niveaux définie par l'Insee en 2022.
Elle est située hors unité urbaine. Par ailleurs la commune fait partie de l'aire d'attraction d'Annonay, dont elle est une commune de la couronne,. Cette aire, qui regroupe 37 communes, est catégorisée dans les aires de 50 000 à moins de 200 000 habitants,.

### Occupation des sols
L'occupation des sols de la commune, telle qu'elle ressort de la base de données européenne d’occupation biophysique des sols Corine Land Cover (CLC), est marquée par l'importance des forêts et milieux semi-naturels (82,8 % en 2018), en augmentation par rapport à 1990 (81,6 %). La répartition détaillée en 2018 est la suivante : 
forêts (72,8 %), zones agricoles hétérogènes (17,2 %), milieux à végétation arbustive et/ou herbacée (10 %).
L'évolution de l’occupation des sols de la commune et de ses infrastructures peut être observée sur les différentes représentations cartographiques du territoire : la carte de Cassini (XVIIIe siècle), la carte d'état-major (1820-1866) et les cartes ou photos aériennes de l'IGN pour la période actuelle (1950 à aujourd'hui).

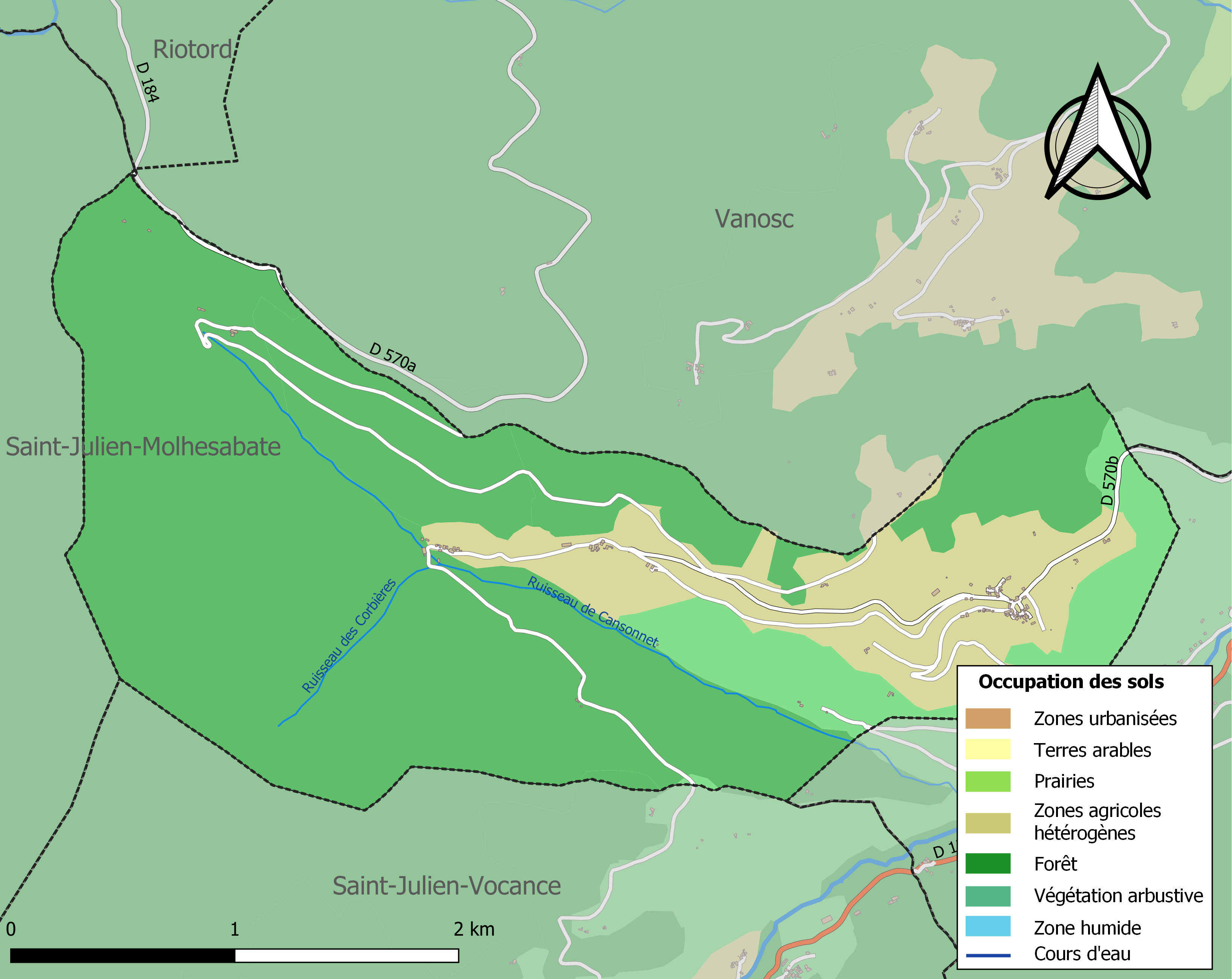
Carte des infrastructures et de l'occupation des sols de la commune en 2018 (CLC).

## Toponymie
Monestier vient du latin d'Église monasterium ("Monasterium" dans un texte du XIVe siècle), du grec monastêrion, désignant un monastère. Sept communes françaises portent ce nom.

## Histoire
L'historique de la commune reste à faire. Un village gaulois a peut-être existé à l'emplacement du village actuel, sis sur une croupe dominant les alentours. L'église présente une certaine ancienneté avec son allure rustique d'église de montagne. Le cimetière qui l'entoure arbore une croix à personnages du XVe siècle. Les parties restantes du château semblent dater du XVIe siècle.

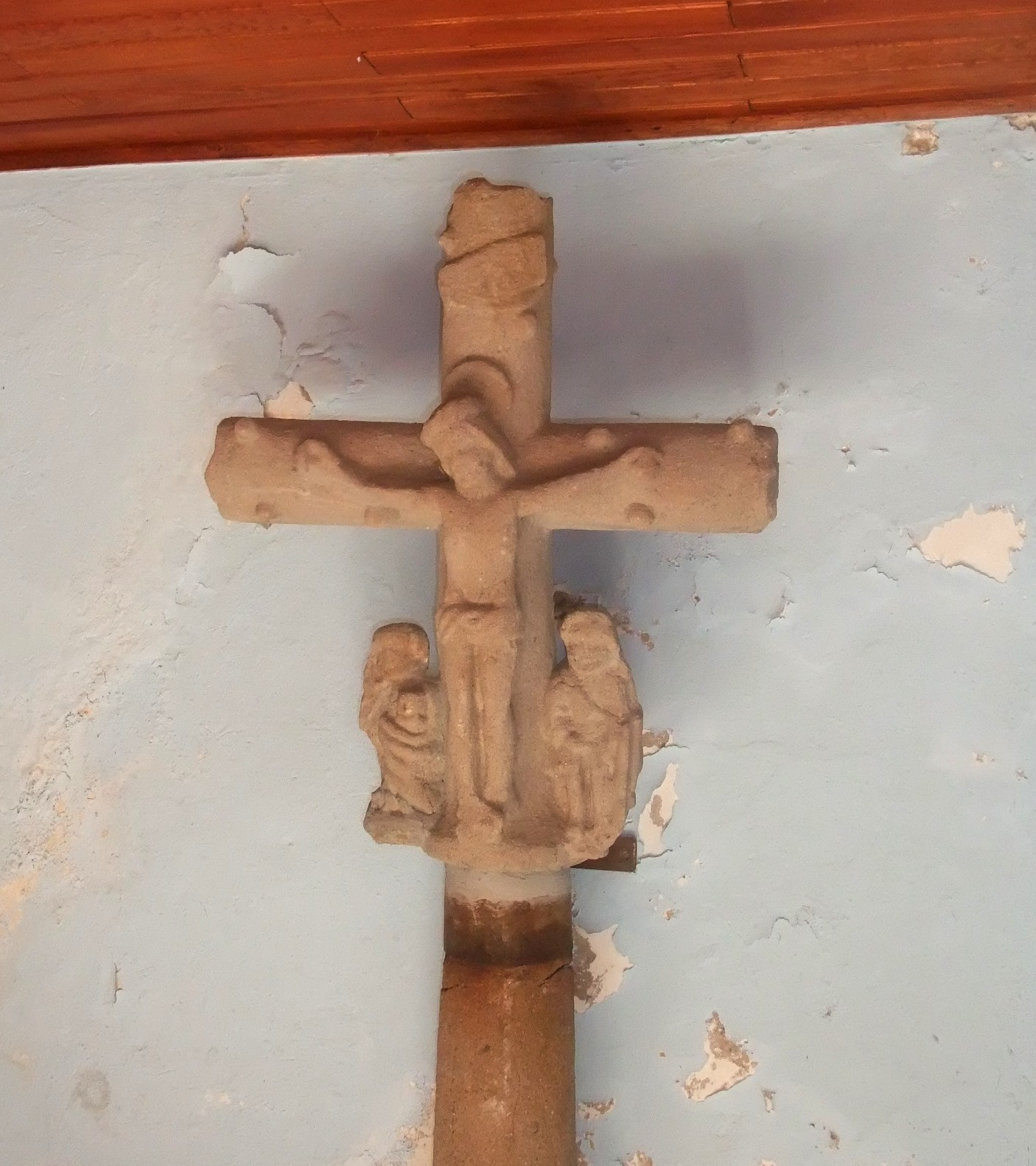
L'original de la croix à personnages est maintenant dans l'église.

Durant l'époque révolutionnaire, un séminaire plus ou moins clandestin a été organisé, entre 1798 et 1800. Il s'agissait d'une initiative de Mgr d'Aviau, archevêque de Vienne. Il fit pour l'occasion plusieurs séjours au Monestier pour encourager les futurs prêtres qui ont été jusqu'à 17 et qui étaient ordonnés dans la grange de la cure. Vers l'année 1800, un certain calme étant revenu, le séminaire est descendu s'installer à Vernosc-lès-Annonay, jusque vers 1802.
En 1944, le village a servi à nouveau de refuge: A la première Libération d'Annonay par des résistants, le 6 juin 1944, c'est au Monestier que le maquis a reçu les premiers volontaires. Le lieu semblait en effet idéal pour se protéger d'un retour des Allemands. Une centaine d'hommes, les plus décidés, arrivent dès le premier soir et s'installent dans des granges. Une centaine d'autres les rejoindront durant le mois de juin. La base du maquis se déplacera alors sur Vanosc, qui comptera jusqu'à 2000 maquisards à la libération définitive de la région, le 1er septembre 1944. Cet épisode a valu au village de subir deux bombardements, le 19 juillet et le 10 août. Des bâtiments annexes du château ont été détruits au milieu du village, et on a dû déplorer 4 morts dont 2 religieuses.
Actuellement, le problème principal reste le maintien d'un minimum de population et d'activité. La population a subi une baisse impressionnante depuis deux siècles: 313 habitants en 1800, un maximum de 393 en 1831, puis 300 en 1876, 191 en 1921, 112 en 1946 et 52 actuellement. Cet abandon a surtout touché les hameaux isolés, autour desquels les prairies sont peu à peu colonisées par la forêt. Mais la situation reste aussi délicate autour du village. Des prés restent entretenus par quelques élevages de brebis et de chèvres, dont une ferme construite par les soins de la municipalité. Les espaces publics du village ont été aménagés pour apparaître accueillants, avec réseaux électriques enterrés. Des logements et des terrains sont disponibles. L'aménagement d'un gîte d'étape est en projet. Une Foire de la Saint-Georges a lieu chaque année en avril.

## Politique et administration

### Liste des maires
| Période                                  | Période  | Identité    | Étiquette | Qualité |
| ---------------------------------------- | -------- | ----------- | --------- | ------- |
| Les données manquantes sont à compléter. |          |             |           |         |
| juin 1995                                |          | Denis Sauze |           | Artisan |
| 2020                                     | En cours | Agnès Lory  |           |         |

## Population et société

### Démographie
L'évolution du nombre d'habitants est connue à travers les recensements de la population effectués dans la commune depuis 1793. Pour les communes de moins de 10 000 habitants, une enquête de recensement portant sur toute la population est réalisée tous les cinq ans, les populations de référence des années intermédiaires étant quant à elles estimées par interpolation ou extrapolation. Pour la commune, le premier recensement exhaustif entrant dans le cadre du nouveau dispositif a été réalisé en 2006.

En 2022, la commune comptait 59 habitants, en évolution de −3,28 % par rapport à 2016 (Ardèche : +2,48 %, France hors Mayotte : +2,11 %).
| 1793 | 1800 | 1806 | 1821 | 1831 | 1836 | 1841 | 1846 | 1851 |
| ---- | ---- | ---- | ---- | ---- | ---- | ---- | ---- | ---- |
| 240  | 313  | 301  | 361  | 393  | 380  | 380  | 330  | 331  |

| 1856 | 1861 | 1866 | 1872 | 1876 | 1881 | 1886 | 1891 | 1896 |
| ---- | ---- | ---- | ---- | ---- | ---- | ---- | ---- | ---- |
| 320  | 300  | 304  | 305  | 300  | 277  | 290  | 287  | 289  |

| 1901 | 1906 | 1911 | 1921 | 1926 | 1931 | 1936 | 1946 | 1954 |
| ---- | ---- | ---- | ---- | ---- | ---- | ---- | ---- | ---- |
| 271  | 254  | 228  | 191  | 191  | 175  | 180  | 112  | 120  |

| 1962 | 1968 | 1975 | 1982 | 1990 | 1999 | 2006 | 2011 | 2016 |
| ---- | ---- | ---- | ---- | ---- | ---- | ---- | ---- | ---- |
| 110  | 91   | 65   | 65   | 52   | 65   | 56   | 49   | 61   |

| 2021 | 2022 | - | - | - | - | - | - | - |
| ---- | ---- | - | - | - | - | - | - | - |
| 61   | 59   | - | - | - | - | - | - | - |

La population a subi une baisse impressionnante depuis deux siècles: 313 habitants en 1800, un maximum de 393 en 1831, puis 300 en 1876, 191 en 1921, 112 en 1946 et 52 actuellement. Cet abandon a surtout touché les hameaux isolés, autour desquels les prairies sont peu à peu colonisées par la forêt. Mais la situation reste aussi délicate pour le village.

### Enseignement
La commune est rattachée à l'académie de Grenoble.

### Événements

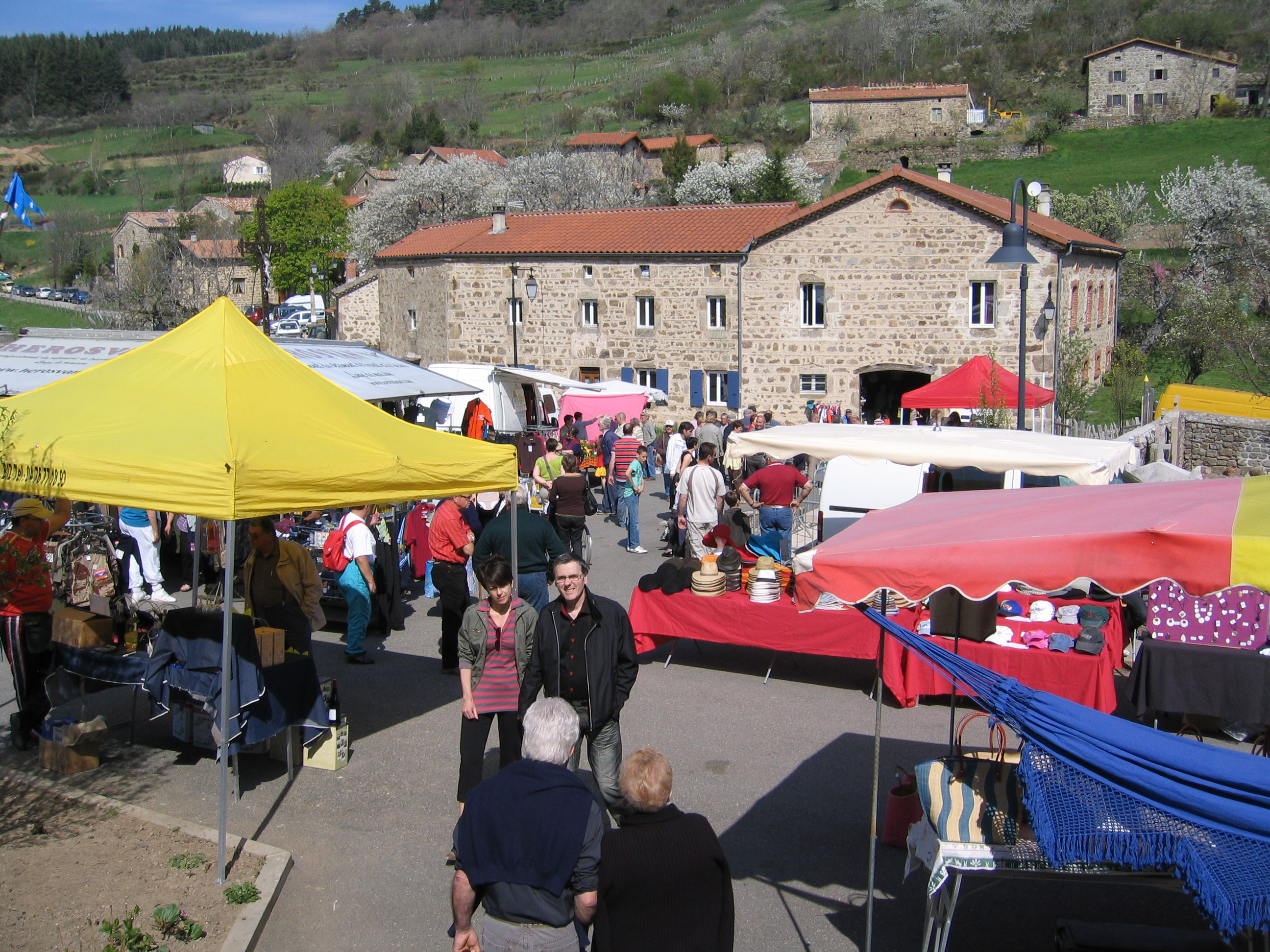
La foire de Saint-Georges reste un évènement régulier en avril.

Foire de la Saint-Georges en avril.

### Médias
La commune est située dans l'aire de distribution de deux organes de presse régionaux :
- L'Hebdo de l'Ardèche est un journal hebdomadaire français basé à Valence. Il couvre l'actualité de tout le département de l'Ardèche.
- Le Dauphiné libéré est un journal quotidien de la presse écrite française régionale distribué dans la plupart des départements de l'ancienne région Rhône-Alpes, notamment l'Ardèche. La commune est située dans la zone d'édition d'Annonay.

### Cultes
L'église, dédiée à saint Roch, est aujourd'hui rattachée à la paroisse catholique « Bienheureux Gabriel Longueville » ,.

## Culture et patrimoine

### Lieux et monuments

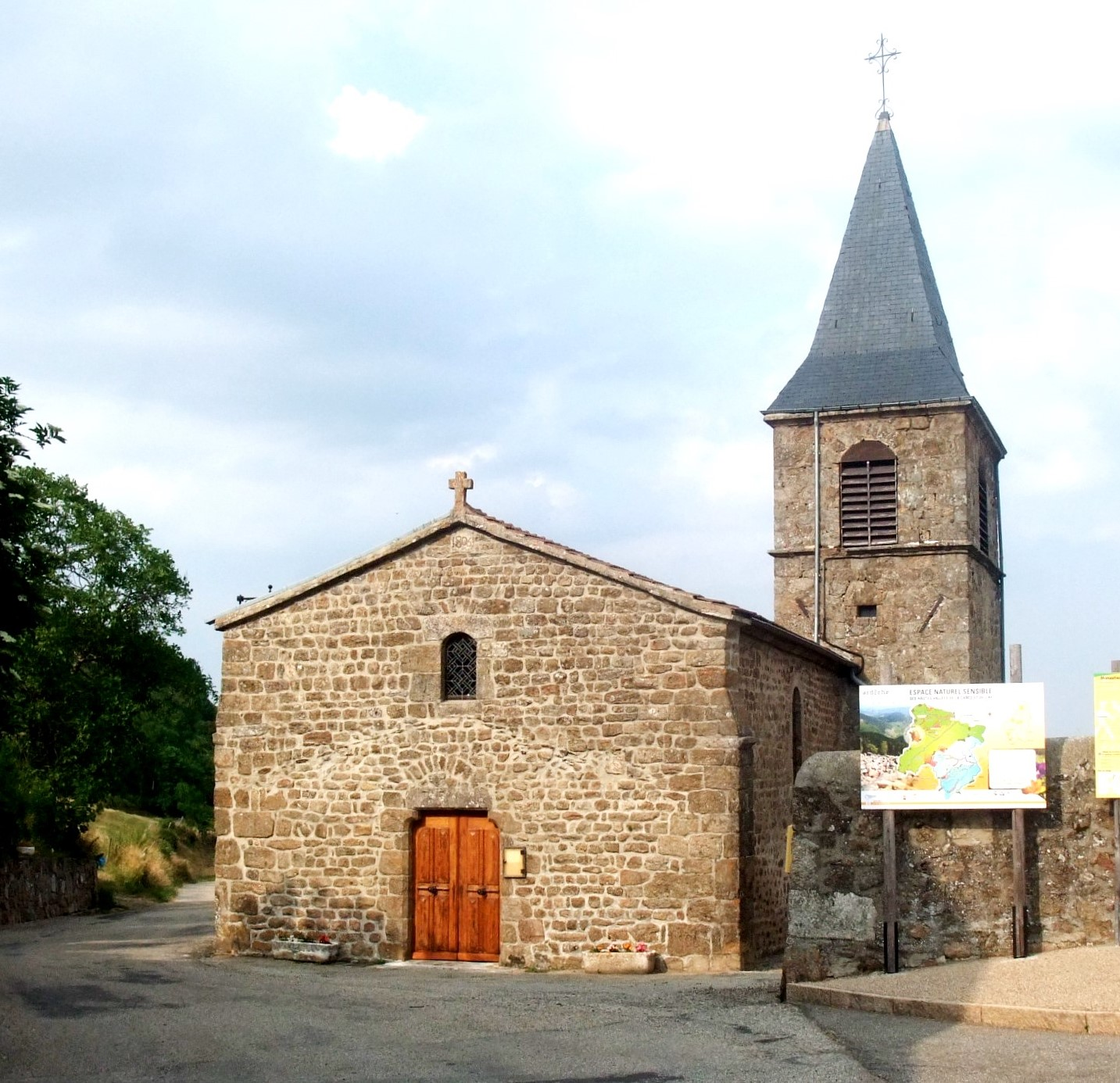
Église.

#### L'égliseSaint-Roch
L'église du Monestier affiche de l'extérieur une personnalité d'église ancienne et de montagne, avec son allure trapue et ses murs épais. Ses parties les plus anciennes pourraient dater du XIIIe siècle. Cela lui a permis de tenir debout depuis plusieurs siècles, mais plusieurs restaurations sont visibles de l'extérieur. Des rénovations, au moins, ont eu lieu en début de XIXe siècle. Son plan en croix lui permet d'avoir deux chapelles latérales, mais dans des espaces quand même resserrés. Le clocher, bien proportionné par rapport à l'église, a été construit sur la chapelle sud. L'église abrite une croix à personnages du XVe siècle, qui se trouvait auparavant au cimetière. C'est une copie qui a été remise à sa place d'origine.

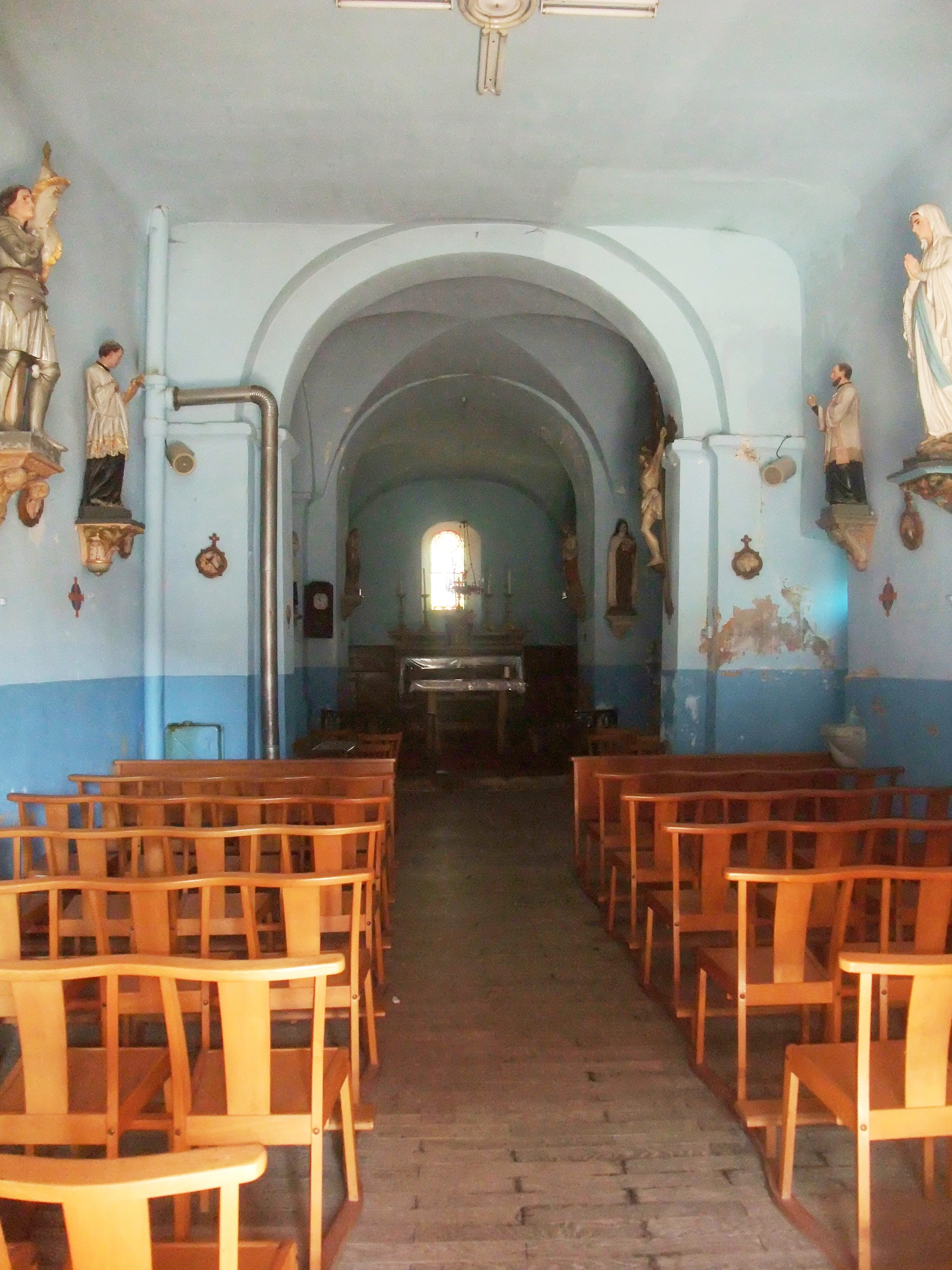
Les murs épais témoignent d'une certaine ancienneté.

En contrebas de l'église se trouve une source dédiée à saint Roch, qui était autrefois réputée pour des guérisons.

#### Le château

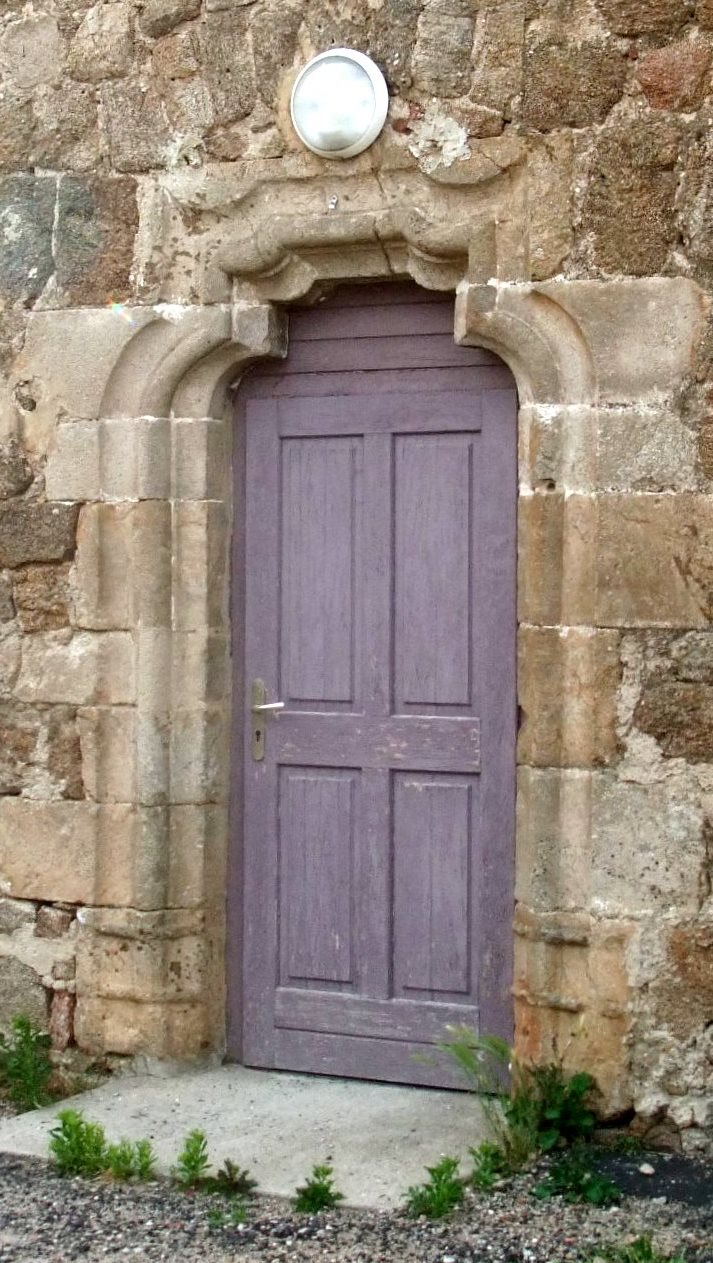
Une porte préservée du château.

Près de l'église se trouvent les bâtiments d'un ancien château, qui date au moins du XVIe siècle : il a été endommagé en 1575 par les troupes protestantes de Charles de Barjac. Il a conservé au moins une tour et une grande fenêtre à meneaux. Il a abrité des religieuses qui y ont tenu une école primaire et a souffert des bombardements de 1944. Des réaménagements ont permis de créer une salle communale. Le bâtiment actuel de la mairie est de construction récente, en équerre avec le bâtiment principal du château.

### Patrimoine naturel

#### Domaine forestier
Dans ce territoire boisé à 80% (principalement des douglas et des châtaigniers non greffés), la commune possède 168 hectares de forêt presque entièrement exploitée qui constitue l'essentiel des revenus de la commune. Celle-ci est constituée de sapins pectinés de pays, et gérée par l'ONF en "forêt jardinée": seuls les plus grands arbres sont abattus, et l'espace conserve donc toujours son aspect de forêt avec des arbres de tous âges. Cette technique, moins radicale que les "coupes à blanc", n'est peut-être pas la plus pratique techniquement, mais elle offre par contre d'autres avantages, esthétiques et biologiques (favorable à la faune, dont les écureuils roux nombreux dans la région).
Les prestations d'entretien par l'ONF sont financées par les coupes de bois annuelles.

#### Une bergerie et des pâtures communales

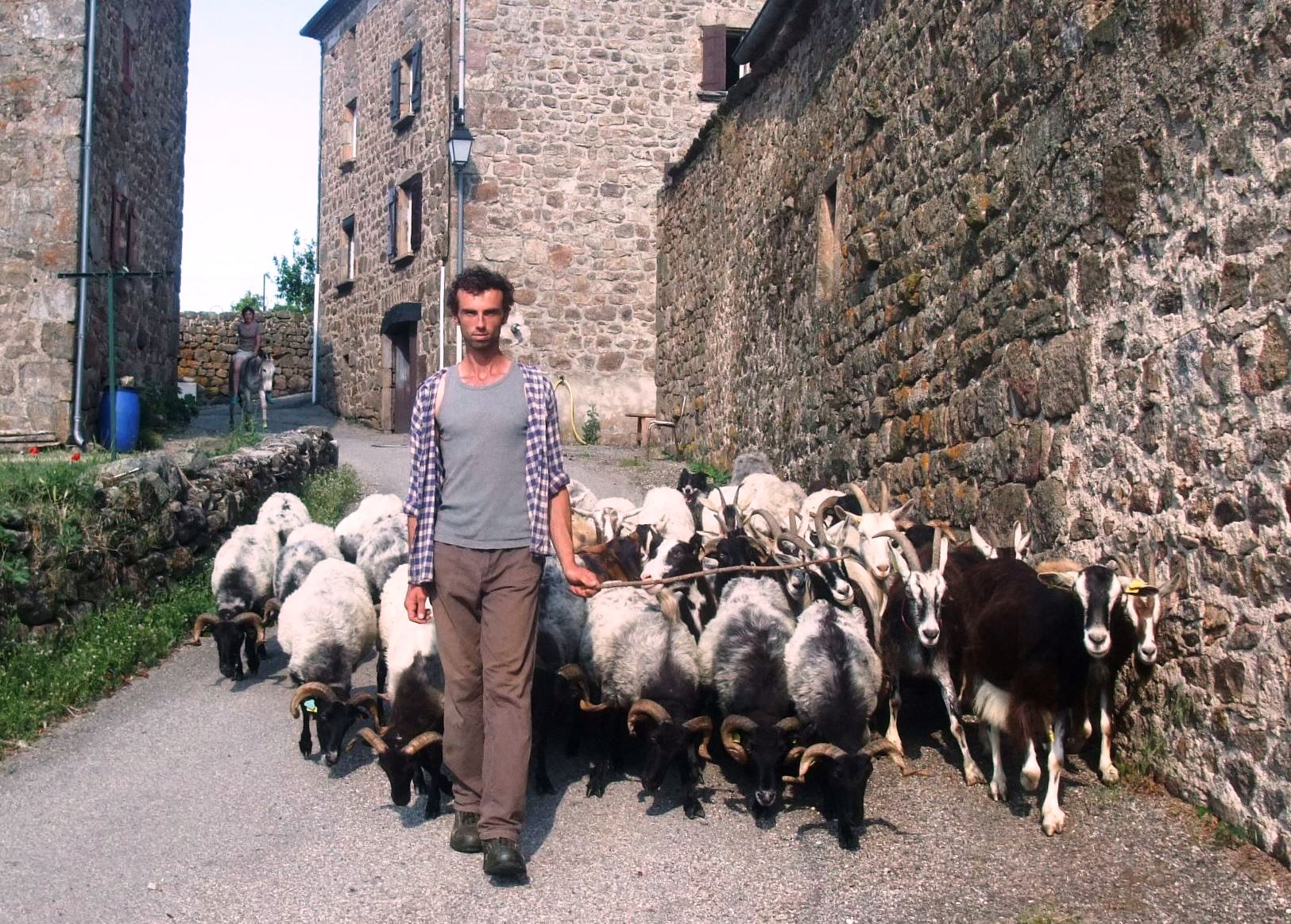
L'élevage reste indispensable pour l'entretien des espaces.

Dans les campagnes délaissées d'Ardèche du Nord, la végétation boisée a vite fait d'envahir les anciens prés. La commune du Monestier est particulièrement touchée, avec sa population en forte diminution depuis deux siècles. Un des remèdes à l'embroussaillement est l'élevage d'animaux rustiques, comme les brebis ou les chèvres. Ces dernières sont même friandes d'orties et de ronces. Pour encourager leur élevage, la commune a construit une bergerie au-dessus du village, dont l'activité a démarré en 2006. En 2013, une cinquantaine de brebis et de chèvres de races rustiques y étaient élevées, par une agricultrice et son compagnon à mi-temps. La location comprend aussi une dizaine d'hectares de terrains communaux. D'autres locations de terrains à des privés achèvent de maintenir un équilibre financier à l'exploitation. Sur les terrains qui ne sont pas « mécanisables », certains travaux demandent plus de temps. Mais la production a un objectif de qualité, avec un troupeau nourri exclusivement de fourrage, herbe fraîche ou foin. Les productions fromagères, en bio, sont vendues dans la vallée. D'autres troupeaux de brebis sont entretenus sur la commune, mais par des agriculteurs « doubles actifs », qui sont retraités ou salariés par ailleurs.

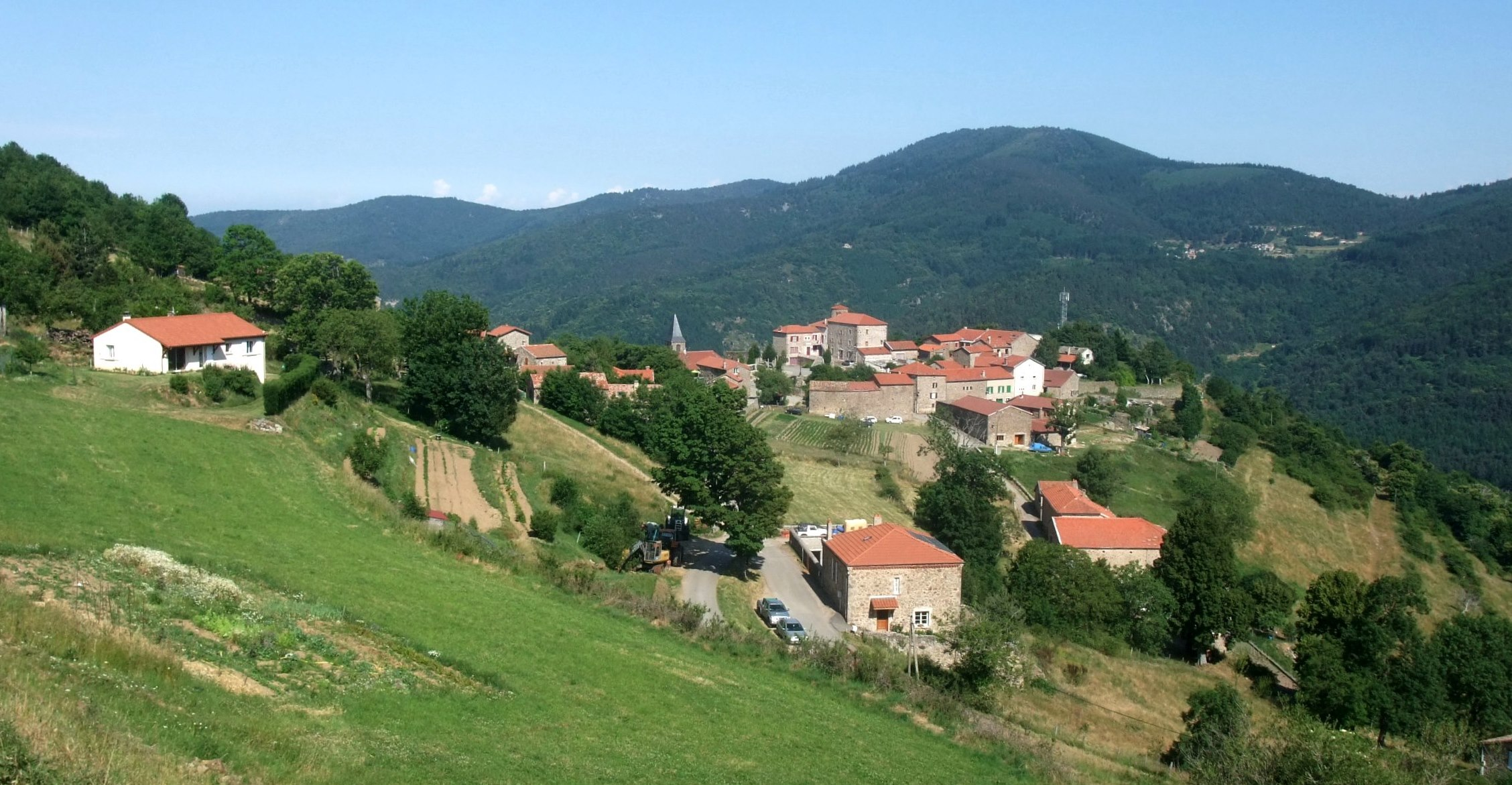

### Personnalités liées à la commune
- Charles François d'Aviau du Bois de Sanzay (1736-1826), archevêque de Vienne et fondateur, durant la Révolution, d'un séminaire clandestin caché un temps dans la commune.

### Héraldique
|  | Monestier (Ardèche) possède des armoiries dont l'origine et le blasonnement exact ne sont pas disponibles. |